# Палеоклиматологија
Палеоклиматологија (грч. palaios - стар, klima - нагиб и logos - наука) је наука која изучава промене климата у прошлости и узроке који су изазвали измене, користећи се при томе подацима астрономије, историјске геологије, палеогеографије, археологије, као и подацима из летописа.
Највише података о клими прошлости пружа нам познавање некадашњег органског живота упоредо са живим светом данашњице. Посебно нам служи познвање биљног света. Нпр. палме нађене у олигоценским слојевима наших крајева, па термити из сарматског лапора (горњи миоцен) Радобоја, доказом су тадашње суптропске климе.
Дрволике папрати, големе преслице и црвоточине карбонаских наслага, раширене делом копна, стваратељи угљена, сведоче да је у карбону била на Земљи подједнака, влажна, топла клима. Споменуте биљке имају хоризонтално корење, што је и данас ознак хигрофилног биља.
 Животиње су мање сигуран индикатор за климу; треба излучити све оне које имају могућност прилагођавања, па за палеоклиматологију долазе у обзир само специјалнизовани типови. Тако су нпр. специјализоване поларне животиње. Како је оледба за време леденог доба захватала све више на југ, тако се може пратити повлачење мамута према југу.

## Узроци климатских промена
Од момента када је схваћено да се клима током Земљине историје мењала, научници су почели да траже узроке овој појави. До сада је изнето преко сто хипотеза, од којих су многе међусобно противуречне. Све хипотезе би могле да се сврстају у две групе. Једне промене климата овјашњавају вантерестричким узроцима (астрономске), а друге појавама које су се одиграле на Земљи (географске), мада има и комбинових хипотеза (астрономско-географских). Већина хипотеза је емпиријског и полуемпиријског карактера, односно заснована је на више или мање реалним претпоставкама. За разлику од астрономских, географске хипотезе су далеко бројније.

### Астрономске хипотезе
- Космичка година и космичка годишња доба
- Еволуција Сунца као звезде
- Промена ексцентрицитета Земљине орбите
- Промене нагнутости Земљине осе
- Промене положаја перихела Земље на еклиптици
- Промене у озоносфери под утицајем Сучевих пега

### Географске хипотезе
- Померање континената
- Распоред копна и мора
- Орогенезе и издизање копна
- Концентрација угљен-диоксида у атмосфери

## Еволуција климе
Клима Земљине површине се у току њене историје мењала. Ове промене су биле условљене разним терестричким и астрономским факторима: еволуција хемијског састава атмосфере, померање континената, промена Сучевог зрачења итд. О карактеру климе ранијих периода у историји Земље закључује се на основу фосилних остатака животиња и биљака, седимената, облика у рељефу и физичко-хемијских метода. У зависности од климе, код савременог биљног и животињског света изражена је хоризонтална и вертикална зоналност. Неке органске врсте су посебно осетљиве на климу и могу опстати само у одређеним климатским условима. Такве климатогене врсте представљају карактеристичне фосиле за одређене палеоклимате. Климатогени су такође и многи седименти, каонапример: коралски кречњаци, латерит, боксит, угаљ, соли, тилити, континентални пешчари итд. На карактер климе могу указати и неки облици рељефа: леднички валови, моренски бедеми, острвски брегови, купасти крас, криотурбације и други. Када се говори о распрострањењу климатских зона у прошлости, треба имати у виду померање континената. Кретањем континенти су прелазили из једне климатске зоне у другу и њихова тадашња позиција на Земљи не односи се на њихов савремени положај.

### Клима прекамбрије
Хемијски састав атмосфере и хидросфере као и стање и процеси у литосфери били су сасвим другачији него данас. Ово истиче из дуготрајног периода специфичних тектонких кретања, јаким вулканизмом, већом топлотом која је доспевала из унутрашњости Земље, могуће значајније осунчавање као и чињенице да је до девона копно било скоро беживотно. У тој, тако далекој прошлости, није постојала климатска зоналност. У неопротерозоику глобална температура ваздуха на Земљи износила је 40 °C, па и више, количина кисеоника је била мала, а није постојао ни озонски омотач. На основу састава метаморфних стена седиментног порекла (кварцити и аргилошисти), може се закључити да је процес хемијског распадања стена био врло интензиван, као и да се таложење седимената вршило у топлој води.

### Клима старијег палеозоика
За време камбрије, на основу распрострањења појединих врста седимената, може се закључити да су тада већ биле издиференциране основне климатске зоне: тропска, суптропска, умерена и хладна.
За време ордовицијума, с обзиром на то да су водени басени били нсељени топлољубивом фауном бескичмењака, претпоставља се да су сва мора, без обзира на њихову географску ширину, била сразмерно топла.
У току силура распред климатских зона се није много изменио, али крајем овог периода клима у Европи и Азији постаје знатно сувља.
У девону је била јасно изражена климатска зоналност, али са знатно већом глобалном температуром од садашње. На основу изотопских мерења љуштура брахиопода реконструисана је температура воде од 33,8 °C, а често и до 50 °C.

### Клима млађег палеозоика
За разлику од претходних периода, палеоклима карбона се може реконструисати, не само на основу распрострањења творевна маринског порекла, већ и на основу копнене флоре и фауне. Бујне шуме папрати, од којих су постала највећа светскалежишта каменог угља, несумњиво указују напостојање топле и влажне климе, каква данас влада у екваторијалном појасу.
Регионална глацијација континената на јужној хемисфери, која је почела у карбону, током перма достиже врло велико распрострањење.
У Европи, северној Африци, источном делу Северне Америке и знатним деловима Азије за време перма је владала изразито сува и топла клима.
Известан број научника сматра да је истовремена појава суве климе на северној и хладне на јужној хемисфери била главни узрок велике промене органоског света, која се догодила крајем палеозоика и почетком мезозоика.

### Клима мезозоика
Мезозојска ера одликује се доста уједначеном климом, широким екваторијалним и суптропским појасом и слабо израженим умереним регионима.
Сува клима, карактеристична за пермску периоду, у средњој Европи и Северној Америци била је заступљена и за време доњег тријаса. О томе сведоче дебеле наслаге шарених пешчара, који се по саставу и боји мало разликују од пермских црвених пешчара.
За време средњег тријаса већи део средње Европе је био покривен морем. У тадашњим морким басенима су сталожене више стотина метара дебеле наслаге шкољчаног кречњака (мушелкалка). Великаводена пространства, таложење кречњака и сразмерно ретка леишта евапорита указују на топлу и влажну климу.
Седименти горњег тријаса имају карактеристике топле и суве климе, односно слични су са седиментима доњег тријаса. У њима се срећу шарени и црвени пешчари а честа су и лежишта соли.
За време доње и средње јуре клима у Европи је била топлија од садашње, али нешто хладнија од климе претходне периоде. Одсуство евапорита и широко распрострањење угљева говори о топлој и влажној клими доње и средње јуре.
У горњој јури клима је била такође топла, али знатно сувља. Док лежишта угља представљају праву реткост, евапорити и пешчари имају врло велико распрострањење.
На прелазу између јуре и креде распоред климатски зона је остао исти. Судећи према распрострањењу топлољубивих морских организама, лиматски појасеви су се у Европи пружали од северозапада ка југоистоку.
У горњој креди постојала је једна изразито хладна периода која се покл па са затварањем океана Тетис, ау вези је са снажним вулканизмом који је произвео огромне количине вулканог пепела.
Крајем кредне периоде у Европи долази до извесног погоршавања климе, које се огледало у општем снижавању температуре, а које сенаставља и у наредном периоду и јачем диференцирању климатских зона.

### Клима терцијара
На климатске промене током овог и наредних периода значајну улогу су имала три узорка. Услед убирања и навлачења током стварања алпијско-хималајског орогена и укупног кретања континената дошло је до „скраћивање“ простора и привидног померања екватора ка југу и повлачења климатских појасева. Услед глобалног захлађивања тропска и суптропска зона се интензивно сужавају уз истовремено формирање хладне и умерено топле климатске зоне. Трећа последица је формирање ледених калота. У олигоцену је формирана јужна ледена калота, док је северна касније, од краја плиоцена.

### Клима квартара
Квартар се одликовао наизменичним смењивањем топлих и хладних климатских фаза. Хладније фазе су назване глацијали јер је за време њих долазило до ширења ледничког покривача из поларних и планинских области, а топлије фазе, између поједних глацијала, назване су инерглацијали.
Идући од старијих ка млађим глацијалима захлађење климе је постајало све изразитије. Периглацијалне области су у средњој Европи током глацијала имале изразито хладну и суву климу, а током интерглацијала топлу и умерено влажну (као данас).
На прелазу између плеистоцена и холоцена дошло је до смењивања три хладније (стари, средњи и млађи дриас) и две топлије климатске фазе (Белинг и Алеред).
Холоцен или постплеистоцен обухвата разобље од задњих 10.000 година. На основу климатских и вегетационих промена, које су се у том периоду догодиле у средњој Европи, холоцен је подељен на пет фаза: пребореалну, бореалну, атлантску, суббореалну и субатлантску.
Пребореална фаза је трајала од 8.000 до 7.000 година пре нове ере, а одликовала се постепеним повећавањем температуре и влажности.
Бореална фаза је трајала од 7.000 до 6.000 година пре нове ере. Долази до пораста температуре, али се влажност смањује.
Атлантска фаза је трајала између 6.000 и 2.500 година пре нове ере, а карактерисала се изразито топлом и умерено влажном климом.
Суббореална фаза је трајала од 2500. до 800. године старе ере. За време ове фазе клима је била нешто хладнија и влажнија од садашње.
Субатлантска фаза почела је 800. Годне старе ере и траје до данас. У овом раздобљу дошло је до извесног отопљавања и до незнатног пораста влажности. Између 1450. И 1850. Године дошло је до слабијег захлађења климе, што је имало за последицу појаву тзв. „малог леденог доба“. У том периоду сви савремени ледници на Земљи знатно су се проширили ван својих савремених граница.
Пратећи еволуцију климе током плеистоцена, очигледно је да холоцен има карактер интерглацијала или толијег раздобља између два ледена доба. Колико ће то топлије раздобље још трајати, зависи од више фактора. Велики значј се придаје сагоревању фосилних горива и обогаћивању атмосфере угљен-диоксидом. Уколико концентрција угљен-диоксида и даље буде расла, клима ће бивати све топлија и влажнија. У том случају до захлађења би дошло тек за 2.000 година. Даље, клима би постајала све хладнија, тако да би кроз 23.000 година Земља поново уронила у дубине новог леденог доба.